# Jesper Thorsell
Jesper Thorsell, född 3 november 1989, är en svensk futsalsspelare som spelar för Skoftebyn Futsal i Svenska futsalligan
Thorsell började spela fotboll i IFK Trollhättan. 2013 skrev han på för futsallaget Skoftebyn Futsal, där han spelade fotboll och futsal kombinerat i Skoftebyns IF fram till 2017 då han valde att enbart satsa på Futsalen.
Den 16 mars 2018 blev Thorsell uttagen till landslaget och dubbellandskamperna mot Lettland.